# Kusawa Lake
Der Kusawa Lake ist ein 140,18 km² großer See 60 km westsüdwestlich von Whitehorse im Süden des kanadischen Yukon-Territoriums. Der See befindet sich in den Stammesgebieten der Carcross/Tagish First Nation und der Champagne and Aishihik First Nations.

## Lage
Der Kusawa Lake liegt auf einer Höhe von 671 m unweit der Grenze zu British Columbia. Er schlängelt sich über eine Länge von 75 km mit einer maximalen Breite von etwa 2,5 km durch das Gebirge im Norden der Boundary Ranges. Er wird von den Flüssen Takhini River, Primrose River und Kusawa River gespeist. Der Takhini River entwässert den See an dessen Nordende zum Yukon River. Der See ist bis zu 140 m tief und hat eine mittlere Wassertiefe von 54 m. Der Kusawa Lake ist glazialen Ursprungs.
Vom Yukon Highway 1 (Alaska Highway), welcher 20 km nördlich des Sees verläuft, zweigt eine unbefestigte Nebenstraße zum See ab.
Der See bildet das Zentrum des Kusawa Territorial Parks, eines Schutzgebietes mit einer Fläche von rund 3081 km².

## Seefauna
Im See kommen hauptsächlich folgende Fischarten vor: Arktische Äsche, Heringsmaräne, Prosopium cylindraceum (round whitefish) und Amerikanischer Seesaibling.

## Namensgebung
„Kusawa“ heißt in der Tlingit-Sprache „langer schmaler See“.